# Cytherois nakanoumiensis
Cytherois nakanoumiensis is een mosselkreeftjessoort uit de familie van de Paradoxostomatidae. De wetenschappelijke naam van de soort is voor het eerst geldig gepubliceerd in 1969 door Ishizaki.